# 1993年牛津剑桥赛艇对抗赛
第139届牛津剑桥赛艇对抗赛于1993年3月27日举行，首次采用“切刀式”划浆的剑桥队以三个半船身显著优势夺冠，《泰晤士报》报道称如此战果堪称“压倒式胜利”。剑桥队以17分钟划完全程，打破队伍史上最好成绩纪录，在对抗赛历史上排第四。剑桥大学赛艇俱乐部在预备赛战胜牛津俱乐部，女子赛事也是剑桥队胜出。
牛津大学和剑桥大学每年都在泰晤士河举办赛艇对抗赛，过去17年比赛牛津队胜出16场，如果再胜一场就能自1929年后首次拉平双方总比分。牛津队有两名奥运会金牌得主，赛前曾调整划手和舵手。比赛裁判马克·埃文斯曾是牛津大学蓝带选手，他变更比赛开始程序之举引起争议。

## 背景
牛津剑桥赛艇对抗赛是牛津大学（又称“深蓝”）和剑桥大学（又称“浅蓝”）1829年开始举办的并排赛艇比赛，在泰晤士河位于西南伦敦全长6.8公里的冠军水道举行。比赛是两所大学的重大荣誉项目，引来英国和世界各地媒体争相报道。卫冕冠军牛津队上一年以1.25倍艇长的优势夺冠，剑桥队过去共有69次夺冠，牛津队68次，另外1877年双方战平。过去17年牛津队已赢得16场胜利，剑桥队仅1986年以七倍艇长的大幅优势夺冠。
首届牛津剑桥女子赛艇对抗赛1927年举行，20世纪60年代才成为年度赛事，而且直到2014年才纳入亨利赛艇对抗赛。女子赛事也在泰晤士河举办，与男子比赛和预备赛在同一天。牛津大学伊西斯赛艇俱乐部和剑桥大学戈尔迪赛艇俱乐部从1965年开始举办预备赛，通常是男子赛艇对抗赛前在潮汐水道举行。

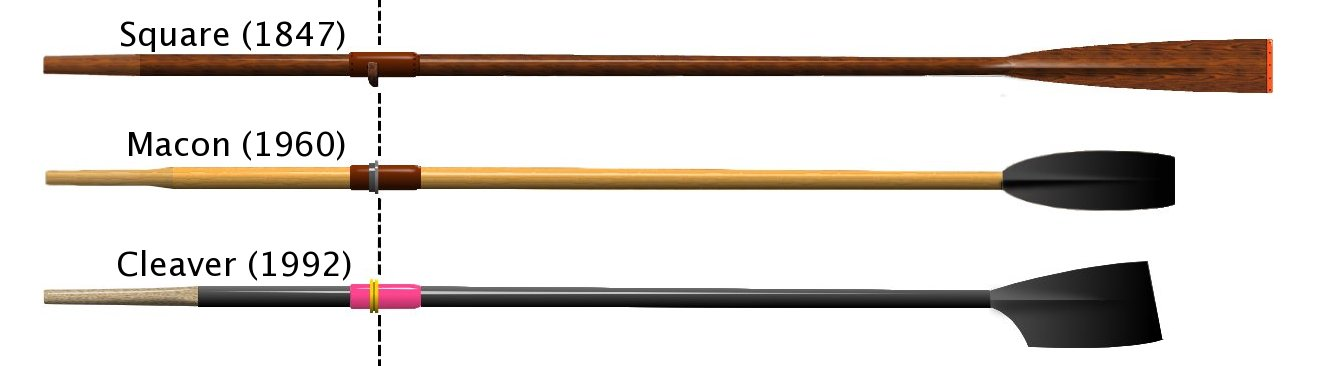
剑桥队首度在赛艇对抗赛采用最下方的“切刀式”划浆，牛津队使用中间的“梅肯式”划浆

切刀式划浆在1992年马塞罗纳奥运会表现亮眼，剑桥队率先在本届比赛采用，这种划浆的浆面比传统梅肯式约大两成。牛津队赛前在外训练时曾试用切刀式划浆，计划在天气适合时采用，但比赛当天他们决定沿用梅肯式划浆。
比赛裁判马克·埃文斯（Mark Evans）是加拿大奥运金牌得主，还是曾参加1983和1984年牛津剑桥赛艇对抗赛的牛津大学蓝带选手。原本比赛开始时裁判只需喊“预备”、“开始”，但他调整程序，在“预备”和“开始”之间最长要隔十秒之久，引发争议。埃文斯曾是1991年赛事裁判，当时他同样不遵从业余赛艇协会指示自定比赛开始的程序。考虑到“预备”后不确定要等多长时间才能“开始”，双方的赛艇都由人力在水流中拖住，驾驶坐标船的鲍勃·黑斯廷斯（Bob Hastings）负责拖住船，听到“开始”命令才能放手：“如果赛艇会把我拉出坐标船，那我就会放手”。前剑桥队教练兼顾问艾伦·英斯（Alan Inns）、牛津队赛艇主管史蒂夫·罗伊尔（Steve Royle）都表示担忧埃文斯的新方法。

## 选手

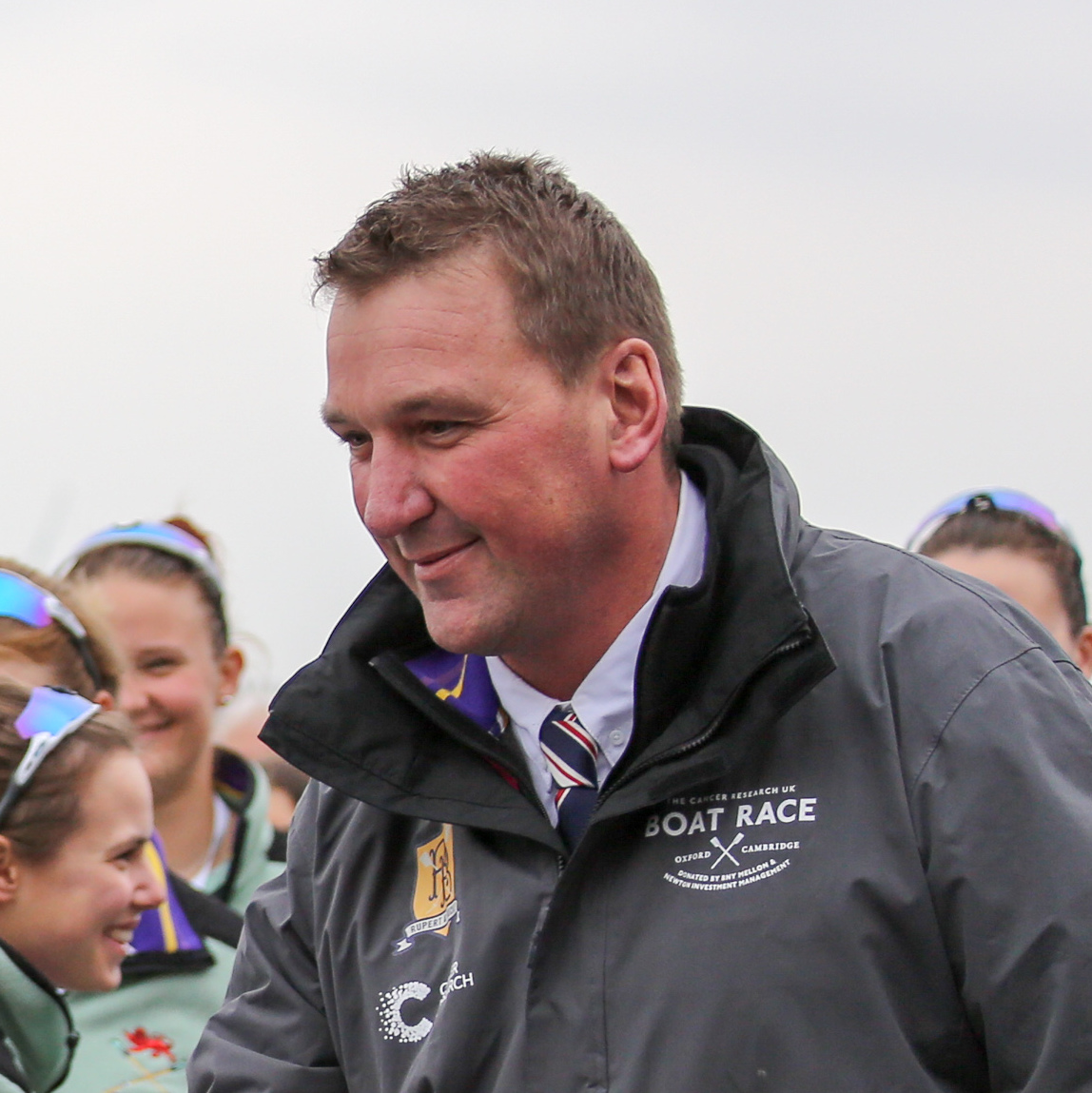
马修·平森特（摄于2018年）是1993年牛津大学赛艇俱乐部主席

牛津队平均每名划手比剑桥队重约0.9公斤，其中又以马修·平森特（Matthew Pinsent）最重。剑桥队的辛克莱·戈尔（Sinclair Gore）只有19岁，在两队都最年轻。剑桥队的德克·班格特（Dirk Bangert）、大卫·吉拉德（David Gillard）与詹姆斯·贝伦斯（James Behrens）都是回归的蓝带选手，牛津队有五名前赛艇对抗赛划手回归。两队划手共有一半是英国人，其中牛津队六人，剑桥队三人，与两队的研究生人数相同。剑桥赛艇俱乐部主席贝伦斯声称：“我们所有赛艇都承载剑桥的学术价值，每个人都在学习某些课程……而且他们都会划船”。《泰晤士报》社论指出：“参赛选手不再是稚嫩的本科生，而是实力超群且享誉国际的职业划船机器”。牛津队的布鲁斯·罗伯逊（Bruce Robertson）与平森特都是巴塞罗纳奥运会金牌得主。
牛津队赛前将舵手戈登·巴克斯顿（Gordon Buxton）换成萨曼莎·贝纳姆（Samantha Benham），后者是牛津剑桥赛艇对抗赛史上第八名女舵手。罗伊尔称巴克斯顿赛前表现退步，贝纳姆“面对压力表现要好得多”。剑桥队舵手马丁·海考克（Martin Haycock）宣称女舵手无法同男子相比：“我们曾有非常擅长推动划手超水平发挥的（女）舵手，但整体而言……她们（女舵手）在竞争意识和强悍程度上都还不够”。牛津队还在赛前一周调整划手，曾于1992年代表伊西斯俱乐部参赛的伊顿公学本科生埃德·哈登（Ed Haddon）退出，两个月前刚到牛津大学的德国人菲利普·舒勒（Philipp Schuller）代替。外界推测此前媒体指称大量职业选手涌入比赛，牛津队这么晚又安排新人舒勒加入是要洗白。舒勒对此断然否认：“这是世界上最具声誉的赛艇比赛，总不能只准19到21岁的英格兰人参加吧……不管是谁，只要能让船走得快就能上，人员都是按能力挑选。”舒勒的同胞兼对手班格特对切刀式划浆很不习惯，感觉用起来很难把握节奏：“我差点儿没选上。大概三周前我才掌握节奏，才知道自己能不能做到”。
牛津队的终点教练迈克·斯普拉克伦（Mike Spracklen）曾协助深蓝队五次胜出，剑桥队终点教练哈里·马洪（Harry Mahon）来自新西兰，还是首次执掌浅蓝队，他的助手约翰·威尔逊（John Wilson）曾协助指导牛津队赢得1991年赛事。肖恩·鲍登（Sean Bowden）也是马洪的助手，媒体称赞他对1993年剑桥队夺冠贡献很大。牛津队主教练帕特里克·斯威尼（Patrick Sweeney）称，赛艇对抗赛竞争激烈，是你死我活的比赛。
| 位置                                                                            | 牛津队            | 牛津队   | 牛津队         | 牛津队    | 剑桥队              | 剑桥队 | 剑桥队       | 剑桥队    |
| 位置                                                                            | 姓名              | 国籍     | 学府           | 体重      | 姓名                | 国籍   | 学府         | 体重      |
| ------------------------------------------------------------------------------- | ----------------- | -------- | -------------- | --------- | ------------------- | ------ | ------------ | --------- |
| 船首                                                                            | 金斯利·普尔       | 澳大利亚 | 圣约翰学院     | 82.33公斤 | 德克·班格特         | 德国   | 菲茨威廉学院 | 80.29公斤 |
| 2                                                                               | 乔·米歇尔斯       | 美国     | 大学学院       | 80.06公斤 | 大卫·吉拉德         | 英国   | 圣凯瑟琳学院 | 83.69公斤 |
| 3                                                                               | 鲍里斯·马夫拉     | 塞尔维亚 | 耶稣学院       | 83.23公斤 | 詹姆斯·贝伦斯（主） | 英国   | 唐宁学院     | 87.32公斤 |
| 4                                                                               | 理查德·曼纳斯     | 英国     | 布雷齊諾斯學院 | 94.8公斤  | 理查德·菲尔普斯     | 英国   | 圣埃德蒙学院 | 88.9公斤  |
| 5                                                                               | 布鲁斯·罗伯逊     | 加拿大   | 基布爾學院     | 94.35公斤 | 乔恩·伯恩斯坦       | 美国   | 圣埃德蒙学院 | 92.76公斤 |
| 6                                                                               | 马修·平森特（主） | 英国     | 圣凯瑟琳学院   | 96.39公斤 | 马尔科姆·贝克       | 美国   | 圣埃德蒙学院 | 90.04公斤 |
| 7                                                                               | 菲利普·舒勒†      | 德国     | 圣凯瑟琳学院   | 86.18公斤 | 辛克莱·戈尔         | 爱尔兰 | 耶稣学院     | 95.71公斤 |
| 尾桨手                                                                          | 伊恩·加德纳       | 英国     | 聖彼得學院     | 81.87公斤 | 威尔·梅森           | 英国   | 三一学堂     | 80.29公斤 |
| 舵手                                                                            | 萨曼莎·贝纳姆‡    | 英国     | 布雷齊諾斯學院 | 47.63公斤 | 马丁·海考克         | 英国   | 抹大拉学院   | 48.76公斤 |
| 来源： （主）：赛艇俱乐部主席 †：舒勒赛前取代哈登 ‡：贝纳姆赛前一周取代巴克斯顿 |                   |          |                |           |                     |        |              |           |

## 比赛

比赛在冠军水道举行

赛前预测认为牛津队胜算很大，过去17年赢下16场，剑桥队擲硬幣胜出后选择比赛从萨里侧开始。比赛当天天气阴冷，出发两分钟后，剑桥队舵手海考克与牛津队二号位置上的乔·米歇尔斯（Jo Michels）持平。听到加速命令后，剑桥选手以创纪录的速度率先抵达迈尔点（Mile Post）并领先牛津队。接下来剑桥队通过漢默史密斯橋和奇斯威克台阶（Chiswick Steps）的时间都创下新纪录，最后以三个半艇长的显著优势先行划过终点，总计耗时17分钟。这是剑桥队1986年后首次获胜，也是18年来第二次胜利。17分钟耗时在牛津剑桥赛艇对抗赛历史上排第四，是剑桥队史上最好成绩，仅次于1991、1984和1976年的牛津队。此前剑桥队共69次夺冠，比牛津队只多一次，此胜令牛津无法实现1929年后首度追平历史总比分的目标。
剑桥大学戈尔迪赛艇俱乐部在预备赛以九倍艇长的优势打败伊西斯俱乐部，这已是七年来剑桥第六次胜出。第48届女子赛艇对抗赛同样是剑桥队胜利，优势幅度4.5倍艇长，耗时六分十秒，是过去五年第四次取胜。

## 反响
新闻工作者大卫·米勒（David Miller）在《泰晤士报》发文，称剑桥取得“压倒式胜利”。剑桥队的马尔科姆·贝克（Malcolm Baker）表示，划出25浆时，大家已经知道此战必胜。贝伦斯称“我们的优势是比牛津队更统一，我们还证明并非只有奥运冠军才能赢得赛艇对抗赛”。牛津大学赛艇俱乐部主席平森特承认对手表现非常亮眼，已经纠正过去的许多错误。斯普拉克伦也有类似看法：“剑桥队太快了，他们的确更加出色”。剑桥队二号位置的吉拉德表示，此战让很多人得以雪耻。
《獨立報》刊登克里斯·阿诺特（Chris Arnot）的文章，声称剑桥队利用肌酸补充剂提升选手表现。肌酸补充剂在巴塞罗纳奥运会上非常普遍，林福德·克里斯蒂、萨莉·冈纳尔等名将都曾使用，甚至赛马和赛狗也不例外。此时肌酸还不属禁药，据信能为剑桥选手提供合法体能增强手段。